# 紐士雄
纽士雄（?—?），河东郡安邑县（今山西省夏县）人，隋朝人物，紐回之子。
纽士雄从小质朴正直孝友，父亲去世，在墓旁结庐，负土成坟。他家门庭前有棵槐树，之前非常茂盛，纽士雄居丧时，树就枯死了。守丧完毕回家，死树复活。隋文帝听说後，感叹他父子至孝，下诏褒扬，号称他们居住的地方为累德里。